# Prudnik
Prudnik (alemany: Neustadt, Neustadt in Oberschlesien, txec: Prudník, llatí: Prudnicium, Neostadium) és una ciutat situada al sud-oest de Polònia, a la vora del riu Prudnik, al Voivodat d'Opole, amb una població de 21.237 habitants (2017). És la capital del comtat homònim.

## Educació
- I Liceum Ogólnokształcące im. Adama Mickiewicza
- II Liceum Ogólnokształcące im. Stefanii Sempołowskiej
- III Liceum Ogólnokształcące dla dorosłych
- Zespół Szkół Medycznych im. Janusza Korczaka
- Zespół Szkół Rolniczych
- Zespół Szkół Zawodowych
- Państwowa Szkoła Muzyczna I st. im. Karola Szymanowskiego
- Szkoła policealna dla dorosłych

## Esports
- KS Pogoń Prudnik (basquetbol)
- MKS Pogoń Prudnik (futbol)
- KS Obuwnik Prudnik (tir amb arc)
- LKS Zarzewie Prudnik (karate, escacs)
- LKJ Olimp Prudnik (hípica)
- MKS Sparta Prudnik (futbol)
- SPPS Ro-Nat GSM Prudnik (voleibol)

## Ciutats agermanades
Prudnik està agermanada amb:
- Northeim a Alemanya
- Bohumín a República Txeca
- Nadvirna a Ucraïna
- Krnov a República Txeca
- San Giustino a Itàlia